# Конвенція ООН про використання електронних повідомлень в міжнародних договорах
Конве́нція ОО́Н про використа́ння електро́нних повідо́млень в міжнаро́дних договорах — юридично обов'язкова для держав-учасниць міжнародна угода, яка спрямована на сприяння використанню електронних комунікацій у міжнародній торгівлі. Містить положення про визнання іноземних електронних підписів.